# (6063) Jason
(6063) Jason (1984 KB) – planetoida z grupy Apollo okrążająca Słońce w ciągu 3,31 lat w średniej odległości 2,22 j.a. Odkryta 27 maja 1984 roku.